# Брон (кантон)
Брон (фр. Broons) — кантон во Франции, находится в регионе Бретань, департамент Кот-д’Армор. Расположен на территории двух округов: одиннадцать коммун входят в состав округа Динан, пятнадцать коммун — в состав округа Сен-Бриё.

## История
До 2015 года в состав кантона входили коммуны:
| Коммуна        | Население, чел. (1999) | Почтовый индекс | Код INSEE |
| -------------- | ---------------------- | --------------- | --------- |
| Брон           | 2382                   | 22250           | 22020     |
| Ивиньяк-ла-Тур | 1091                   | 22350           | 22391     |
| Ланрела        | 868                    | 22250           | 22114     |
| Мегри          | 645                    | 22250           | 22145     |
| Руйак          | 366                    | 22250           | 22267     |
| Севиньяк       | 1042                   | 22250           | 22337     |
| Тредья         | 442                    | 22250           | 22348     |
| Тремёр         | 627                    | 22250           | 22369     |
| Эреак          | 600                    | 22250           | 22053     |

В результате реформы 2015 года состав кантона был изменен. В него вошли коммуны упраздненных кантонов Кон и Мердриньяк.
До 31 декабря 2016 года все коммуны кантона входили в округ Динан; с 1 января 2017 года пятнадцать коммун перешли в округ Сен-Бриё.

## Состав кантона с 22 марта 2015 года
В состав кантона входят коммуны (население по данным Национального института статистики за 2019 г.):
- Брон (2 902 чел.)
- Ганрок (217 чел.)
- Гитте  (714 чел.)
- Гомне (544 чел.)
- Ивиньяк-ла-Тур (1 129 чел.)
- Иллифо (679 чел.)
- Кон (2 495 чел.)
- Ла-Шапель-Бланш (210 чел.)
- Ланрела (847 чел.)
- Лорнан (735 чел.)
- Лоскуэт-сюр-Мё (626 чел.)
- Мегри (836 чел.)
- Мердриньяк (2 937 чел.)
- Мерийак (234 чел.)
- Плюмогат (1 077 чел.)
- Плюмодан (1 333 чел.)
- Руйак (392 чел.)
- Севиньяк (1 107 чел.)
- Сен-Вран (761 чел.)
- Сен-Жуан-де-л’Иль (495 чел.)
- Сен-Лонёк (195 чел.)
- Сен-Маден (226 чел.)
- Тредья (495 чел.)
- Тремёр (783 чел.)
- Треморель (1 142 чел.)
- Эреак (682 чел.)

## Население
| 1962   | 1968  | 1975  | 1982  | 1990  | 1999  | 2006  | 2012  | 2015   |
| ------ | ----- | ----- | ----- | ----- | ----- | ----- | ----- | ------ |
| 10 501 | 9 801 | 9 212 | 8 795 | 8 258 | 8 063 | 8 561 | 9 209 | 23 715 |

## Политика
На президентских выборах 2022 г. жители кантона отдали в 1-м туре Эмманюэлю Макрону 31,2 % голосов против 29,1 % у Марин Ле Пен и 14,9 % у Жана-Люка Меланшона; во 2-м туре в кантоне победил Макрон, получивший 54,2 % голосов. (2017 год. 1 тур: Эмманюэль Макрон – 24,1 %, Марин Ле Пен – 22,5 %, Франсуа Фийон – 20,1 %, Жан-Люк Меланшон – 17,3 %; 2 тур: Макрон – 64,6 %. 2012 год. 1 тур: Франсуа Олланд — 29,6 %, Николя Саркози — 26,3 %, Марин Ле Пен — 17,4 %; 2 тур: Олланд — 54,4 %).
С 2015 года кантон в Совете департамента Кот-д’Армор представляют вице-мэр коммуны Мердриньяк Изабель Горе-Шапель (Isabelle Goré-Chapel) (Разные правые) и мэр коммуны Плюмогат Микаэль Шевалье (Mickaël Chevalier) (Союз демократов и независимых).
|                | Кандидаты                           | Партия                   | Первый тур | Первый тур     | Второй тур | Второй тур |
| Кол-во голосов | Кандидаты                           | Партия                   | % голосов  | Кол-во голосов | % голосов  |            |
| -------------- | ----------------------------------- | ------------------------ | ---------- | -------------- | ---------- | ---------- |
|                | Изабель Горе-Шапель Микаэль Шевалье | Правоцентристский блок   | 3 445      | 52,81          | 4 109      | 64,95      |
|                | Доминик Доне Нелли Леэриссе         | Разные левые             | 1 887      | 28,92          | 2 217      | 35,05      |
|                | Жерар де Меллон Анаис Тоте          | Национальное объединение | 1 192      | 18,27          |            |            |

|                | Кандидаты                           | Партия                  | Первый тур | Первый тур     | Второй тур | Второй тур |
| Кол-во голосов | Кандидаты                           | Партия                  | % голосов  | Кол-во голосов | % голосов  |            |
| -------------- | ----------------------------------- | ----------------------- | ---------- | -------------- | ---------- | ---------- |
|                | Изабель Горе-Шапель Микаэль Шевалье | Разные правые           | 3 845      | 41,73          | 4 360      | 44,33      |
|                | Паскаль Буйон Моник Леклерк         | Социалистическая партия | 2 971      | 32,24          | 3 260      | 33,15      |
|                | Одиль де Меллон Пьер-Мари Лоне      | Национальный фронт      | 2 399      | 26,03          | 2 215      | 22,52      |